# Præsident for den Italienske Republik
Præsident for den Italienske Republik (italiensk: Presidente della Repubblica Italiana) er Italiens statsoverhoved. Regeringsperioden varer syv år.
Den nuværende præsident for republikken er Sergio Mattarella, valgt den 31. januar 2015. Han tiltrådte som den 12. præsident for den Italienske Republik den 3. februar 2015.
Præsidenten har sit residens i Quirinalpaladset i Rom.

## Valgbarhedskrav
- Italiensk statsborgerskab
- Mindst 50 år gammel
- Skal uindskrænket have politiske og borgerlige rettigheder

## Præsidenter
| Navn                 | Tiltrådte         | Fratrådte         | Parti    |
| -------------------- | ----------------- | ----------------- | -------- |
|                      |                   |                   |          |
| Enrico De Nicola     | 29. juni 1946     | 11. maj 1948      | PLI      |
| Luigi Einaudi        | 11. maj 1948      | 11. maj 1955      | PLI      |
| Giovanni Gronchi     | 11. maj 1955      | 11. maj 1962      | DC       |
| Antonio Segni        | 11. maj 1962      | 6. december 1964  | DC       |
|                      |                   |                   |          |
| Giuseppe Saragat     | 28. december 1964 | 24. december 1971 | PSDI     |
| Giovanni Leone       | 24. december 1971 | 15. juni 1978     | DC       |
|                      |                   |                   |          |
| Alessandro Pertini   | 8. juli 1978      | 23. juni 1985     | PSI      |
| Francesco Cossiga    | 23. juni 1985     | 28. april 1992    | DC       |
|                      |                   |                   |          |
| Oscar Luigi Scalfaro | 25. maj 1992      | 15. maj 1999      | DC       |
|                      |                   |                   |          |
| Carlo Azeglio Ciampi | 18. maj 1999      | 15. maj 2006      | Partiløs |
| Giorgio Napolitano   | 15. maj 2006      | 14. januar 2015   | DS       |
| Sergio Mattarella    | 3. februar 2015   |                   | PD       |